# Alsodes valdiviensis
Alsodes valdiviensis, conocida como rana de pecho espinoso de Cordillera Pelada, es una especie de anfibios de la familia Alsodidae.

## Distribución geográfica
Es endémica de la provincia de Valdivia (Chile). Habita en la cordillera Pelada.

## Conservación
Un estudio científico de 2023 predijo que, de continuar la actual tendencia climática, esta especie vería reducido su rango de distribución, amenazando seriamente su supervivencia.